# Dehesa de Villaverde
Villaverde, conocida también como Dehesa de Villaverde, es un despoblado del municipio de Orgaz, en la provincia de Toledo, Castilla-La Mancha, España. 
Se localiza en el extremo norte de Orgaz, lindando con Villaminaya, Chueca, Ajofrín y Sonseca.

## Toponimia
Aunque el topónimo “Villaverde” parece referirse a una “villa verde”, esta interpretación queda descartada al observar que muchos otros lugares con ese nombre no tienen casi vegetación. En su lugar, se propone una etimología más antigua, vinculada a la raíz hidronímica prerromana verd o ward, presente en nombres de ríos como el río Verde. Desde esta perspectiva, “Villaverde” significaría “la villa del río”, en clara alusión al Arroyo Guazalete —también llamado Arroyo de Villaverde en este tramo—, que cruza la dehesa camino del Tajo. 

## Geografía
Villaverde ocupa 26,5347 km², el 17,17 % del término de Orgaz. Se extiende de sur a norte, limitada al sur por la N‑401, el Camino de Fuente Martín y la colada homónima, y al norte por los términos de Villaminaya, Chueca, Ajofrín y Sonseca.
El Arroyo Guazalete (llamado en esta zona Arroyo de Villaverde) lo cruza de sur a norte, naciendo en la Sierra de Yébenes y desembocando en el Tajo. La construcción de un embalse para regadío y el cambio climático han modificado su caudal, antaño limpio y constante. Además, el Arroyo del Prado del Judío discurre por la dehesa en épocas de lluvia, pero permanece seco la mayor parte del año.
La presa u embalse de Valdecabras, construido en 1965, se alza en el cauce del Arroyo Guazalete  en el término de Orgaz. Es de propiedad privada y su agua se destina al regadío.

## Historia
En el entorno de la Dehesa de Villaverde se localizan dos importantes yacimientos arqueológicos pertenecientes a la Edad del Bronce. El primero de ellos es el de Los Molondros, situado junto al antiguo puente, en una loma de unos 400 metros de longitud. Allí se descubrieron fragmentos de cerámica campaniforme, tanto decorada como lisa, así como piedras de moler. Estos materiales se conservan actualmente en el Museo de Santa Cruz de Toledo.
El segundo yacimiento es el de El Horquillo, asentado sobre un cerro cristalino de 735 metros de altitud, que se eleva 15 metros sobre el cauce del arroyo de Sonseca. En este enclave se hallaron también cerámicas lisas y un fragmento decorado que no pertenece al estilo campaniforme, además de restos de épocas romana y medieval. Su estado actual refleja alteraciones debidas a actividades agrícolas antiguas.
Villaverde aparece ya documentado en 1150 como «Villar».
La mención más antigua sobre Villaverde aparece en 1294, cuando Lope Gutiérrez y María Fernández, un matrimonio muy endeudado, se vieron forzados por la justicia a vender una quinta parte del lugar a Ruiz Pérez. Lo hicieron para saldar lo que le debían al judío Samuel Aben Jusan.
En 1326, Lope González Palomeque le compró a su hermana Mari los derechos y tierras que compartían con otros herederos en Villaverde. Así se convirtió en el primer Señor de Villaverde, marcando el inicio del señorío sobre la zona.

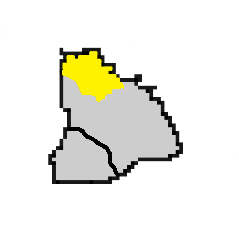
En amarillo, la Dehesa de Villaverde

En 1385,  Villaverde fue dividida entre Gonzalo Díaz Palomeque y Diego González Palomeque, como parte de un proceso de partición familiar entre los herederos del señorío. Posteriormente, en 1418, Juana Palomeque, III Señora de Villaverde, y su esposo Juan Ramírez de Guzmán, vecinos de Toledo, adquirieron las propiedades que la tía de Juana, María Díaz Palomeque, poseía en Villaverde. Más tarde, su hijo, Tello de Guzmán, IV Señor de Villaverde, incorporó más tierras a su patrimonio al heredar las posesiones de su tía Teresa Palomeque.
Juan Ramírez de Guzmán, V Señor de Villaverde, estableció el mayorazgo de Villaverde a favor de su hijo Tello de Guzmán y sus descendientes mediante una escritura firmada el 25 de agosto de 1490. En esta escritura, incluyó diversas propiedades en Toledo y otros lugares, así como la dehesa de Villaverde, con sus casas, cultivos y tributos.
El marqués de Valparaíso, titular del Condado de Villaverde, al igual que otros de sus dominios, debido a su apoyo al partido del archiduque de Austria durante la Guerra de Sucesión. El 1 de mayo de 1734, el Condado de Villaverde fue confiscado, y esta confiscación se mantuvo hasta el 27 de septiembre de 1734, fecha de la muerte del marqués. La razón de la consicación fue su militancia en el bando austracista. En mayo de 1740, se llevó a cabo un deslinde, amojonamiento y remodelación de la Dehesa de Villaverde. No se sabe si esto tuvo relación con el hecho de que, el 4 de mayo de ese año, los hacendados y ganaderos de Sonseca, Manuel Marín del Campo y Alfonso Martín Torredeneyra, alquilaran la rastrojera del término de Orgaz.
En el Catastro de Ensenada, realizado en 1753, se describe la situación geográfica y el tamaño del término del poblado de Villaverde, en ese entonces ya deshabitado: Según el documento:

… que el término de este referido Despoblado ocupa, al poco más o menos de levante a poniente, tres cuartos de legua y de circunferencia dos y media, y confrontea por levante raya del término de Orgaz, por norte las de Villaminaya y Chueca, por poniente rayas de los términos de Ajofrín y Sonseca, y por sur la fuente, digo, Dehesa de Fuentechada, …

Asimismo, en las Descripciones del Cardenal Lorenzana (1784) se hace referencia a una gran dehesa denominada de Villaverde que limitaba con el término de Orgaz. El texto señala:

“El término que posee esta villa es corto respecto de su vecindario, por ceñido por una parte al lado de poniente, y al norte, una grande dehesa, llamada Villaverde de la que se dispone de siete mil fanegas de tierra propia de la marquesa de Villa García, en donde hubo en otros tiempos una iglesia parroquial anexa a esta de Orgaz, y en cuya dehesa pastan muchos ganados, así lanares como mulares.”

A principios del siglo XIX, tras un pleito, el título de Conde de Villaverde fue heredado por los titulares del Condado de Bornos.
En 1805, el Consejo de Castilla otorgó la jurisdicción sobre la Dehesa de Villaverde a Francisco Javier de Rojas y del Hierro, Conde de Villariezo y Villaverde. El Ayuntamiento de Sonseca, al considerar que esto vulneraba sus derechos históricos sobre la zona, reaccionó en 1817 acusando al conde de haber conseguido la jurisdicción sin juicio ni audiencia previa, ignorando los privilegios de la villa. Como respuesta, el consistorio nombró a Dámaso María Carrasco, vecino de Madrid, como su representante legal para reclamar ante el Consejo de Castilla la devolución de la jurisdicción, que Sonseca afirmaba ejercer desde tiempo inmemorial con pruebas documentales.
Las disputas sobre la dehesa se pausaron temporalmente debido a la invasión napoleónica. En el año 1810, durante la desamortización del gobierno de José Bonaparte, la Dehesa de Villaverde fue confiscada. El 4 de noviembre de 1810, la Gaceta de Madrid publicó una lista de fincas confiscadas en Toledo, entre ellas la de Villaverde, de 6.060 fanegas y propiedad de la Marquesa de Villagarcía, valorada en 1.383.600 reales. Esta medida formaba parte de la política de desamortización iniciada bajo Carlos IV.
El Ayuntamiento de Orgaz, creyéndose con derecho sobre la jurisdicción de la Dehesa de Villaverde, realizó varias actuaciones allí que encendieron las alarmas en Sonseca. Este último, apoyado en una sentencia de 1642 y una ejecutoria de 1819 que le reconocían la jurisdicción civil y criminal sobre la Dehesa, decidió recurrir al Consejo de Castilla. Denunciaron que Orgaz había hecho actos ilegales en 1829 y 1832, como levantar un cadáver o hacer inspecciones de langostas, y que, pese a haberle pedido los expedientes formados, nunca los remitieron. Por eso, Sonseca pidió al Consejo que obligara a Orgaz a entregar los documentos y a dejar de meterse en asuntos que no le correspondían.
El 26 de febrero de 1833, el Ayuntamiento de Sonseca otorgó un poder de representación en el que se detallaba cómo María de la Asunción Belvís de Moncada y Rojas —marquesa de Villanueva del Duero y condesa de Villariezo y Villaverde, además de propietaria de la dehesa— había acudido ante el Consejo de Castilla. Se argumentó que correspondía al Corregidor de Toledo, y no a la Junta de la Villa de Orgaz, la jurisdicción civil y criminal de la dehesa, solicitándose que se instruyera a la Justicia de Sonseca y Orgaz al respecto. En consecuencia, se otorgó un poder a Antonio Ortiz, procurador de Toledo , para defender el derecho a la jurisdicción de Villaverde, considerado de origen inmemorial.
El 2 de marzo del mismo año, el Ayuntamiento se reunió nuevamente y afirmó que la jurisdicción civil y criminal de la Dehesa de Villaverde, propiedad de la citada condesa, correspondía a la Villa de Sonseca –según se ejecutaron seiscientos cuarenta y dos actos– y basándose en declaraciones del Consejo de Castilla en 1819. Sin embargo, la Justicia de Orgaz  persistió en usurpar dicha jurisdicción, practicándose autos judiciales que incluyeron, entre otros, el reconocimiento de un cadáver y el levantamiento de expedientes relacionados con la dehesa. Estos actos fueron denunciados ante el Supremo Consejo de Castilla, que instó a la Justicia de Orgaz a cesar tales usurpaciones y a prevenir futuras controversias.
La controversia continuó en 1843. El 7 de marzo de ese año, se emitió un poder de representación por parte de los alcaldes constitucionales, Francisco Guzmán y Francisco García Aranda, a favor de un procurador de Madrid para defender los derechos jurisdiccionales de Sonseca sobre la Dehesa de Villaverde. Este acto se produjo tras una resolución en el Juzgado. De primera Instancia, Orgaz que reconoció los derechos de Sonseca por primera vez, lo que obligó al Conde de Villariezo y Villaverde –dueño consorte de la dehesa– a recurrir a la Audiencia Territorial, elevando el asunto a instancias superiores.
La Audiencia Territorial de Toledo determinó que la Dehesa pertenecía al conde de Villariezo y Villaverde. 
Durante la Segunda República, se intervino la Dehesa de Villaverde para parcelarla, expropiada el 22 de marzo de 1936, pero la iniciativa no se llegó a ejecutar debido a las condiciones naturales poco favorables para la agricultura y la inevitable Guerra Civil. A partir de la segunda mitad del siglo XX, la dehesa comenzó a fragmentarse progresivamente, separándose en parcelas que cambiaron de propietario y se destinaron a usos diversos como industria, comercio, viticultura, deportes y más, lo que contribuyó al deterioro del hábitat natural.
La primera escisión se produjo el 2 de agosto de 1954, seguida de casi 50 segregaciones, muchas de ellas marginales. En 1958, por orden del Ministerio de Gobernación, algunas de estas parcelas se incorporaron a Sonseca. La fragmentación a gran escala comenzó en 1980, con la creación de nuevas fincas como Los Chopos, El Retamar y el Puente Romano, seguidas de otras como el regadío en 1994. Las pequeñas parcelas y residencias de recreo se multiplicaron, y los cercados cinegéticos empezaron a aparecer por todas partes, mostrando cómo lo que no consiguió ni José Bonaparte ni la Segunda República, lo logró el progreso en el siglo XXI.

## Patrimonio

### Puente romano de Villaverde
En el límite de Orgaz y Villaminaya se conservan los restos de un puente romano y tramos de calzada sobre el Arroyo Guazalete, en la antigua vía Toledo‑Sevilla (Cañada Real a Sevilla). De un solo ojo, su arco de medio punto está hecho con sillares; presenta dos tajamares triangulares aguas arriba y parte del pavimento de losas graníticas.